# Високий друк

Високий друк

Високий друк — типографський друк, один з основних способів поліграфічного розмноження тексту й малюнків, при якому друкуючі й пробільні елементи на формі розташовані у різних рівнях (не в одній площині), друкуючі — вище (25.1 мм.), а пробільні — нижче (20,5 мм.). Це забезпечує можливість при прокатуванні еластичних валиків із фарбою наносити її вибірково, тільки на друкуючі елементи й передавати з них фарбу на поверхню друкування. Завдяки відносній простоті виготовлення друкарських форм (особливо для відтворення тексту), застосовувався для друкування газет, журналів, книг, багатоколірних ілюстрацій тощо. Характерними ознаками відбитків, отриманих високим друком, є висока чіткість і різкість елементів зображення, більша їх насиченість фарбою а також наявність невеликого рельєфу на звороті аркуша.
Принцип високого друку використається вже понад 1000 років. Перші друкарські форми являли собою плоскі, з рівною й гладкою поверхнею дерев'яні дошки, на яких зображення одержували, вирізуючи (поглиблюючи) пробільні елементи. Такі форми застосовують іноді й тепер як один із прийомів художньої репродукції. Винахід книгодрукування і широкий розвиток високого друку пов'язані, насамперед, зі створенням складальних друкарських форм із окремих литих або різьблених літер і знаків.
Текстові форми високого друку виготовляють вручну з окремих, попередньо відлитих букв і знаків, або набирають на складальних машинах (букво- і строковідливних), а також на фотоскладальні. Різні зображення (ілюстрації) друкують з кліше, отриманих травленням (цинкографія) або гравіюванням. Розрізняють друкарські форми первинні й вторинні. Первинні, або оригінальні, форми високого друку — плоскі форми, що включають набір і кліше, з яких безпосередньо проходить друк, а також так звані гнучкі форми, рельєфне зображення на яких отримано травленням пробілів на металевій пластині або «вимиванням» їх у фото-полімерному шарі, нанесеному на підкладку. Вторинні форми, або стереотип, одержують із первинних, головним чином для їхнього розмноження або для виготовлення круглих форм із метою друкування на ротаційній друкарській машині. Вторинні форми — металеві литі, пластмасові, гумові пресовані або гальваностереотипи. Друкування із плоских форм проходить на тигельних, або так званих плоско-друкарських машинах, із круглих форм — на листовій або рольовій ротаційній машині. Існує також спосіб типографського друку, при якому зображення із друкарської форми передається спочатку на гумове полотно, а з нього на папір.